# I'm Not Cool
I'm Not Cool è il settimo EP della cantante sudcoreana Hyuna, pubblicato il 28 gennaio 2021 dalla P Nation.

## Tracce
1. I'm Not Cool – 2:54 (testo: Psy, Kim Hyun-ah, Dawn – musica: Yoo Geon-hyeong, Space One)
2. Good Girl – 3:05 (testo: Hyuna – musica: Caesar & Loui, Maya Keuc)
3. Show Window – 3:10 (testo: Yummy Tone – musica: Yummy Tone)
4. Party, Feel, Love (featuring Dawn) – 3:30 (testo: Yorkie, Dawn – musica: Devine Channel, Tyb, Dawn)
5. Flower Shower – 3:08 (testo: Psy, Hyuna – musica: Psy, Yoo Geon-hyeong, Space One, Anna Timgren)

Durata totale: 15:47

## Classifiche
| Classifica (2021) | Posizione massima |
| ----------------- | ----------------- |
| Corea del Sud     | 17                |